# Thor Heyerdahl

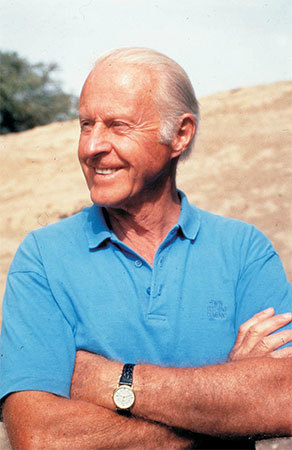
Thor Heyerdahl

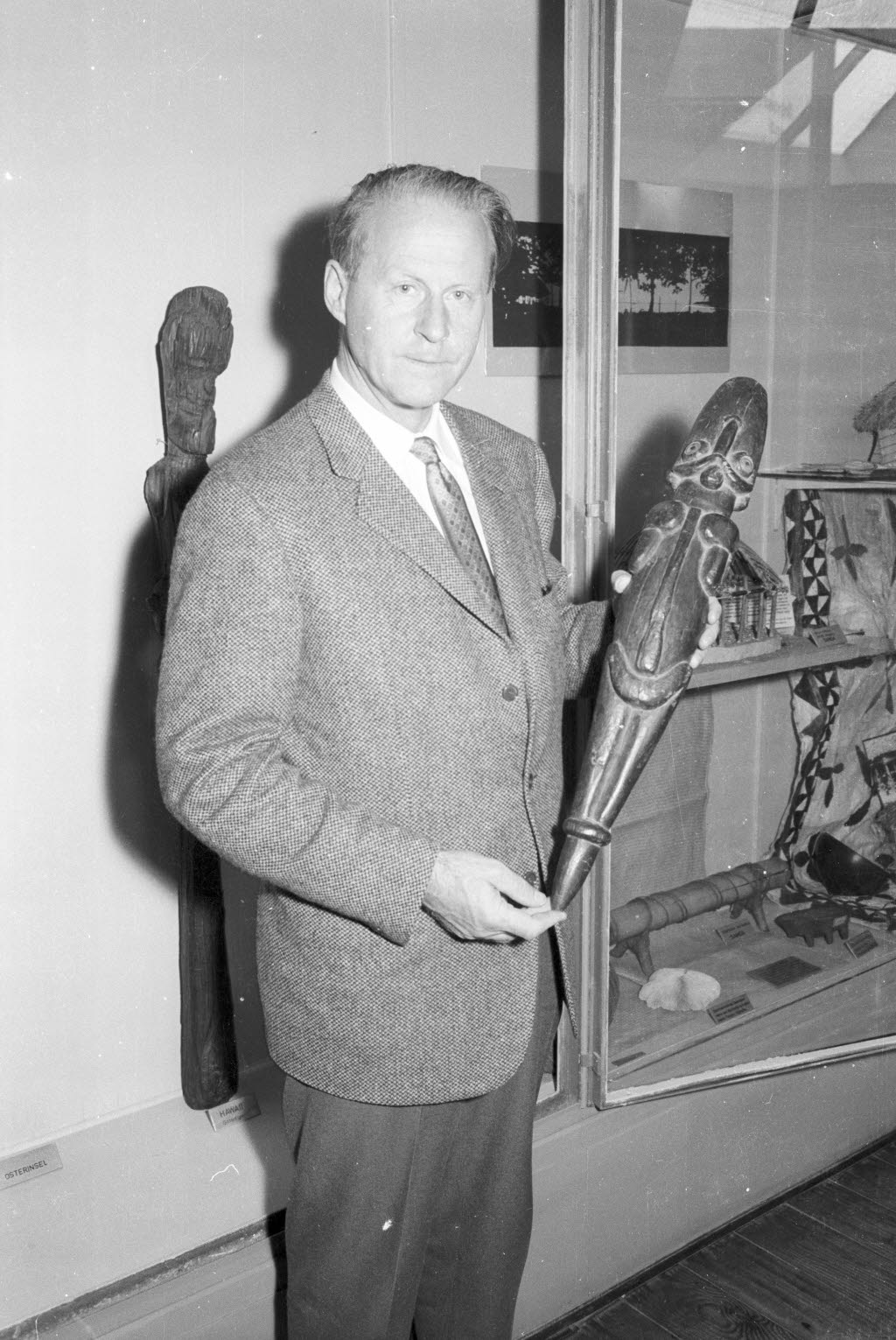
Thor Heyerdahl in Kiel (1967)

Thor Heyerdahl (* 6. Oktober 1914 in Larvik, Norwegen; † 18. April 2002 in Colla Micheri, Andora, Italien) war ein norwegischer Forschungsreisender, Archäologe, Anthropologe, Ethnologe und Umweltaktivist. Er gilt als der Wissenschaftler, der die experimentelle Archäologie etablierte und einer breiten Öffentlichkeit bekannt machte, sowie als einer der bekanntesten Vertreter des modernen Diffusionismus.

## Leben
„Die philosophische Antwort war: Der Mensch kann nicht zum Naturzustand zurückkehren, seinen Kurs auch nicht gefahrlos weitergehen, ohne den Kurs der Zivilisation zu planen.
 Die wissenschaftliche Antwort lautete: Wind und Meeresströme sind der Schlüssel zum Rätsel allen Lebens auf den Polynesischen Inseln.“

Thor Heyerdahl wurde in Larvik geboren, wo sein aus Christiania (heute: Oslo) stammender Vater eine Brauerei betrieb.
Als einziger Nachkomme ältlicher Eltern wuchs er sehr behütet und verhätschelt auf, hatte aber auch große Freiheiten: Für Thors Sammlung von Kleintieren, Käfern, Insekten und Vogeleiern stellte der Vater auf dem Brauereigelände einen renovierten Raum zur Verfügung, den der Junge stolz „Zoologisches Museum“ nannte. Als Kind hatte er Angst vor dem Wasser, nachdem er zweimal beinahe ertrunken wäre. Sogar als Jugendlicher weigerte er sich, Schwimmen zu lernen, bis er 1937 auf Tahiti in einen reißenden Fluss stürzte und um sein Leben kämpfen musste.
Für Sport, ausgenommen Laufen und Klettern, interessierte er sich im Gegensatz zu seinen Schulkameraden nicht, war aber gern mit Zelt und Schlafsack im nahen Gebirge unterwegs. Ola Bjørneby, ein erwachsener Einzelgänger, der auf der verlassenen Alm Hynna im Åstadal in einem Schafstall hauste und sich mit einem Mobiliar aus Baumstümpfen, Steinen und Tannenzweigen zu begnügen verstand, brachte den Jungen auf den Geschmack für ein Leben unter primitivsten Bedingungen. Bereits zu dieser Zeit entstand der ernsthafte Wunsch, einige Zeit in einer von der Zivilisation möglichst unberührten Gegend zu verbringen.
Im Jahr 1933 begann Heyerdahl das Studium der Zoologie und der Geografie an der Universität Oslo. Seine Zoologieprofessorin Kristine Bonnevie befasste ihre Schüler aber auch mit physischer Anthropologie. Auch stand Heyerdahl die damals größte Bibliothek über Polynesien von Bjarne Kroepelien zur Verfügung. Der Student Heyerdahl war bereits vor seiner Abreise so belesen, dass er Vorträge über die Marquesas halten konnte.
Am Weihnachtsabend 1936 heiratete Thor Liv Coucheron Torp, mit der er am nächsten Tag nach Tahiti aufbrach – zugleich Hochzeitsreise und Vorbereitung für das Staatsexamen über die Herkunft der dortigen Fauna. Die Reise ging zunächst über Marseille nach Tahiti, wo die gut vierwöchige Wartezeit auf einen Kopra-Schoner zur Weiterreise bei Häuptling Teriieroo, Kroepeliens Schwiegervater, verbracht wurde: Das junge Ehepaar wurde von Teriieroos Familie in die Lebensweise der Polynesier eingeführt.
Ziel dieser ersten Reise war die Insel Fatu Hiva, auf deren Nachbarinsel Hiva Oa um die Jahrhundertwende Paul Gauguin einige Zeit verbracht hatte. Während des Aufenthalts wandte Heyerdahl sich zusehends der Ethnologie zu und begann die Herkunft der Insulaner „aus einem großen Land im Osten“ ernsthaft in Erwägung zu ziehen.
Im Frühjahr 1938 kehrte das Paar nach Norwegen zurück, wo im September Sohn Thor jun. geboren wurde. Heyerdahls Forschung zur Herkunft der Polynesier führte ihn 1939 nach Amerika. Aus Kroepeliens Bibliothek hatte er ein erstmals fächerübergreifendes Puzzle zusammengestellt, das als englischsprachiges Manuskript nahezu publikationsreif war: Polynesia and America. Der Reeder Thomas Olsen interessierte sich für Heyerdahls revolutionäre Idee und ermöglichte der Familie die Überfahrt nach Vancouver „für einen symbolischen Beitrag“.
Nachdem Norwegen 1940 von deutschen Truppen besetzt worden war, saß die Familie zunächst ohne Geld in Kanada fest. Heyerdahl konnte nicht heimreisen, bekam aber auch keine Arbeitserlaubnis, weil er mit einem Studentenvisum eingereist war. Die Norweger waren auch „bestenfalls unwillkommen“, da in den USA und in der Folge auch in Kanada kolportiert worden war, Norwegen habe sich den Nazis freiwillig angeschlossen. Wieder griff der Reeder ein, indem er die Adresse seines Freunds in Erfahrung brachte und ihm von sich aus überlebensnotwendige Geldbeträge vorstreckte, bis dieser wieder selbst für seine Familie sorgen konnte.
Um am Kampf für die Befreiung Norwegens teilzunehmen, meldete Heyerdahl sich freiwillig im norwegischen Rekrutierungsbüro, wofür er allerdings in die USA reisen musste: Der deutschstämmige norwegische Konsul in Kanada, von Stahlschmidt, half nicht. Nach einer Ausbildung zum Funker und im Fallschirmabsprung wurde Heyerdahl als Rekrut knapp vor Kriegsende kurzzeitig in der Finnmark eingesetzt, ohne einen Schuss abzugeben; kurz zuvor hatte er in England Knut Haugland kennengelernt, der sich wenig später auf der Kon-Tiki einfand.

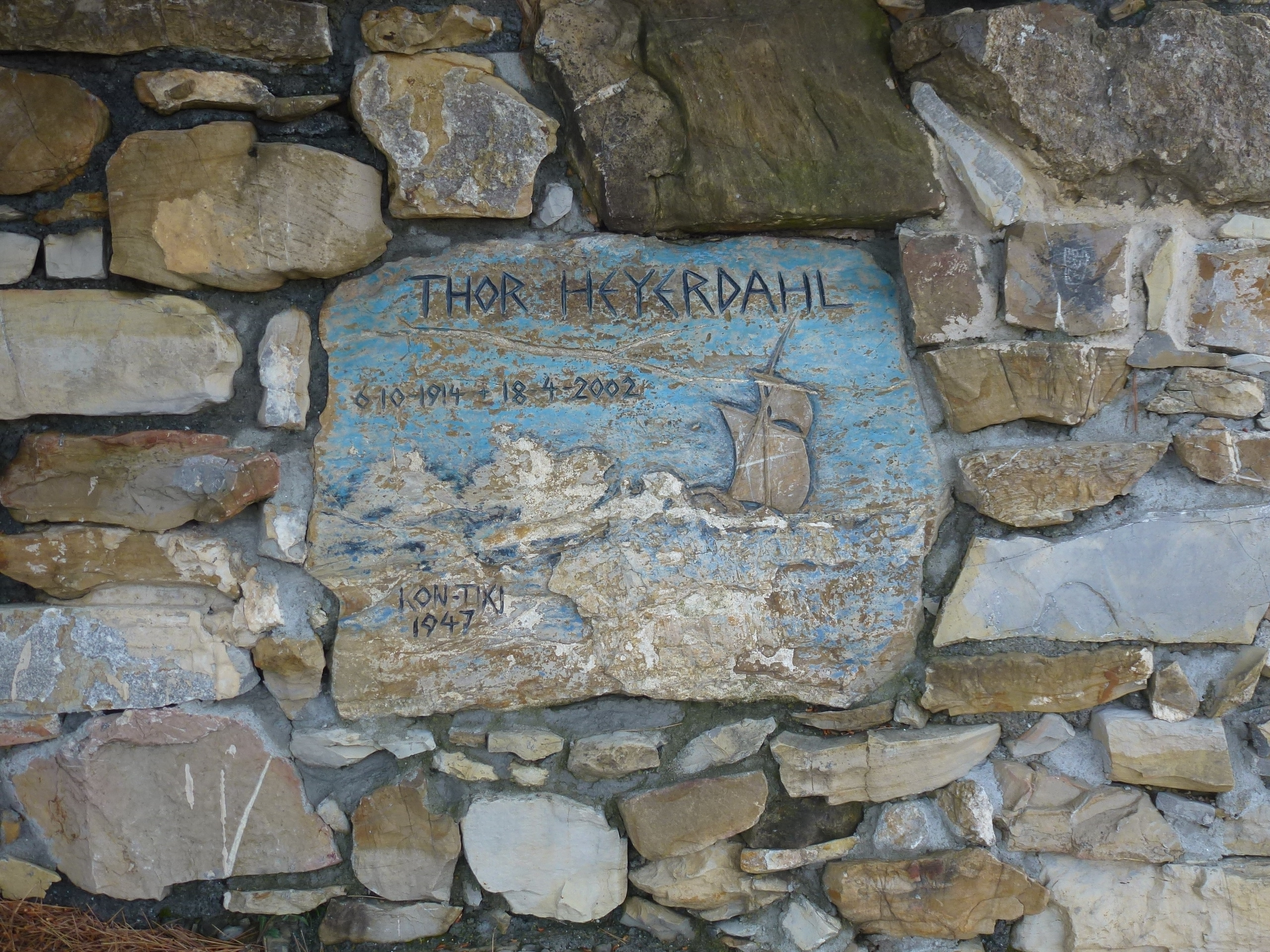
Gedenkstein für Heyerdahl bei Colla Micheri

Im Jahr 1947 wies Heyerdahl mit der Kon-Tiki-Expedition nach, dass Balsaflöße und Schilfboote interkontinentale Kontakte bereits vor Kolumbus’ Zeiten ermöglicht haben konnten. Er initiierte eine Vielzahl weiterer Expeditionen und archäologische Projekte und wurde mit zahlreichen Medaillen und Preisen ausgezeichnet: Universitäten in Europa, Nord- und Südamerika verliehen ihm insgesamt elf Ehrendoktorate.
Die Fahrzeuge Kon-Tiki und Ra II sind im Kon-Tiki-Museum zu besichtigen, das Teil des Norwegischen Seefahrtsmuseums in Oslo ist. Im Park Piramides de Güimar (Teneriffa) befindet sich ein weiteres, kleines Museum mit dem Nachbau eines Schiffes.
Thor Heyerdahl starb am 18. April 2002 in seinem 88. Lebensjahr an einem Gehirntumor. Er weilte in Colla Micheri, einer frazione von Andora, das im Nordwesten Italiens liegt, wo er Ostern mit einigen seiner engsten Familienangehörigen verbrachte. Ein Staatsbegräbnis durch die norwegische Regierung fand am 26. April 2002 in der Kathedrale von Oslo statt. Sein Grab befindet sich im Garten des Familiengrundstücks in Colla Micheri.
Heyerdahl war dreimal verheiratet. Mit seinen Ehefrauen hatte er zwei Söhne und drei Töchter:
- 1936 mit Liv Coucheron Torp (* 1916; † 1969), Söhne Thor (1938–2024) und Bjorn (* 1940).
- 1949 mit Yvonne Dedekam-Simonsen (* 1924; † 2006), Töchter Anette (* 1953), Marian (* 1957) und Helene Elisabeth, genannt Bettina (* 1959).
- 1991 mit Jacqueline Beer (* 1932).

Einer der Navigatoren der Tigris-Expedition, Detlef Soitzek, benannte 1982 sein dreimastiges Traditionssegelschiff nach dem Forscher und Abenteurer.

## Expeditionen

### Fatu Hiva (1937)

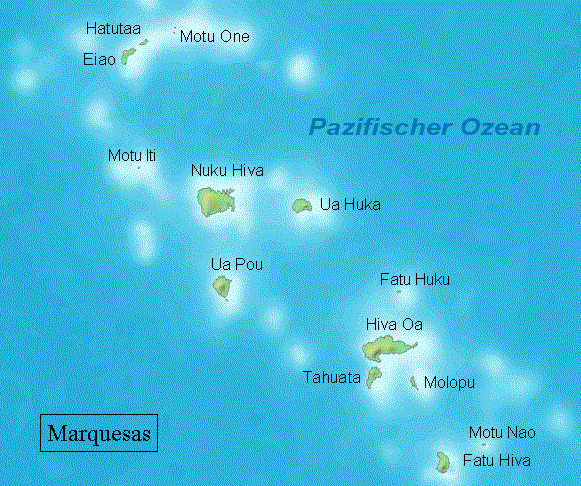
Die Marquesas

Seit seiner Kindheit hatte Heyerdahl vom „natürlichen“ Leben geträumt. Mit seiner ersten Frau Liv verwirklichte er diesen Traum 1937 auf der Insel Fatu Hiva im südlichen Teil der Marquesas-Gruppe. Dort und auf der 100 km NNW gelegenen „Nachbarinsel“ Hiva Oa verbrachten sie mehr als acht Monate, wobei sie auf technische Hilfsmittel weitgehend verzichteten. Der Versuch, auch auf Medikamente zu verzichten, hätte allerdings fast im Fiasko geendet. Auf Fatu Hiva ohne jede medizinische Betreuung, mussten sie unter abenteuerlichen Bedingungen in einem altersschwachen Rettungsboot nach Hiva Oa segeln, kehrten aber nach einigen Wochen nach Fatu Hiva zurück.
Neben dem Versuch, den Kindheitstraum zu verwirklichen, standen für Heyerdahl anfangs zoologische Untersuchungen im Mittelpunkt. Nachdem er auf den beiden besuchten Inseln steinerne Artefakte (Statuen und Flachreliefs) gefunden hatte, die Ähnlichkeiten mit Statuen in Südamerika aufwiesen, und ihm außerdem ein alter Einheimischer von der mythischen Herkunft seines Volkes aus dem Osten erzählt hatte, begann Heyerdahl die zwar bekannte aber als unglaubwürdig bezeichnete These einer Besiedelung Polynesiens aus dem Osten zu vertreten, was sein Leben grundsätzlich veränderte: Ab jetzt widmete er sich der Ethnologie und der Archäologie.
Zur sechswöchigen Rückreise schiffte sich das Paar am 27. Dezember 1937 in Tahiti ein – am Jahrestag der Abreise aus Oslo.

### Bella Coola (1939–1940)
Um sein nahezu publikationsreifes englischsprachiges Manuskript zur Besiedlung Polynesiens zu vollenden, reiste Heyerdahl an die Nordwestküste Kanadas. Es gab damals mindestens zwei relevante einander widersprechende Thesen: Der Neuseeländer Sir Peter Buck vertrat die Ansicht, Polynesien sei über Melanesien besiedelt worden, mit der scheinbar einzigen Begründung, dass dies keinesfalls über Mikronesien geschehen sein könne. Dem widersprach der Ethnologe Alfred Métraux, weil Blutgruppen von Melanesiern und Polynesiern nicht zusammenpassten. Heyerdahl erklärte aufgrund seiner Kenntnisse über Meeresströmungen beide Fachmeinungen für überflüssig (!), da der Philippinenstrom (Japanstrom) von Asien Richtung Nordwestamerika verläuft, wo er dann nach Hawaii und Polynesien abbiegt. Einen Großteil der Strecke von Amerika nach Polynesien hätten die Seefahrer neben der Strömung auch den Passatwind im Rücken gehabt. Diesen möglichen Verlauf der Besiedelung hatte zuvor noch niemand bedacht, obwohl bekannt war, dass eine maritime Bevölkerung der Inseln British Columbias aus Asien gekommen sein musste und „noch in der Steinzeit lebte“, als erste Europäer eintrafen.
Zunächst studierte Heyerdahl in Vancouver Material, das es in Norwegen nicht gab:

„[Im Museum der Hauptstadt] lagen die ethnografischen und archäologischen Sammlungen in Kisten im Keller verschlossen, aber der Museumsdirektor besaß den Schlüssel und war Zoologe. Als Kollege, und weil ich ihm ein Marmeladenglas mit Fruchtratten in Formalin von den Marquesas mitgebracht hatte, bekam ich einen Studienplatz an Dr. Cowans eigenem Schreibtisch, mit Zugang zu einer ausgezeichneten Bibliothek.“

Fotos und Objekte aus dem Bella-Coola-Tal erinnerten frappant an polynesische Arbeiten. Weitere Übereinstimmungen von Polynesiern und Ureinwohnern der Nordwestküste Amerikas waren das Fehlen von Keramik und Webarbeiten, Erdöfen zum Kochen, Kleidung aus Rinde, die in Wasser eingeweicht und dann mit Schlegeln weichgeklopft wurde, Steinäxte, Ähnlichkeiten bei Angelhaken, Streitkeulen, Musikinstrumenten und anderen Gebrauchsgegenständen, seetüchtige Doppelkanus sowie ähnliche Gebräuche. Heyerdahl ließ sich also in Bella Coola nieder, um seine Forschungen vor Ort zu vervollständigen.
Ein Artikel der New York Times über Heyerdahls Arbeit wurde gleichzeitig mit einem vernichtenden Kommentar der populären Ethnologin Margaret Mead abgedruckt, was den Auftakt zu jahrelangen Anfechtungen von Heyerdahls Theorien gab.

### Kon-Tiki (1947)

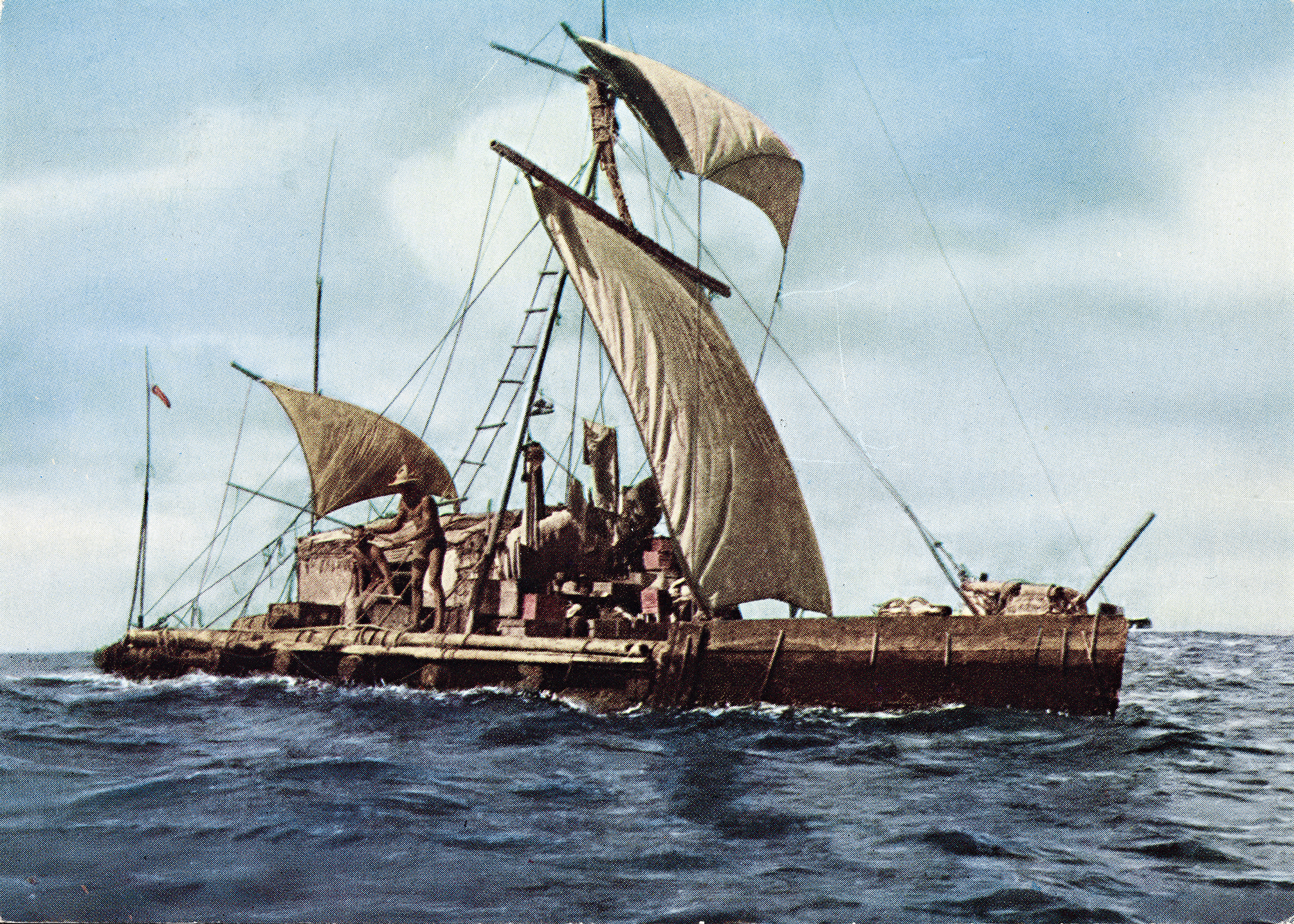
Kon-Tiki, 1947.

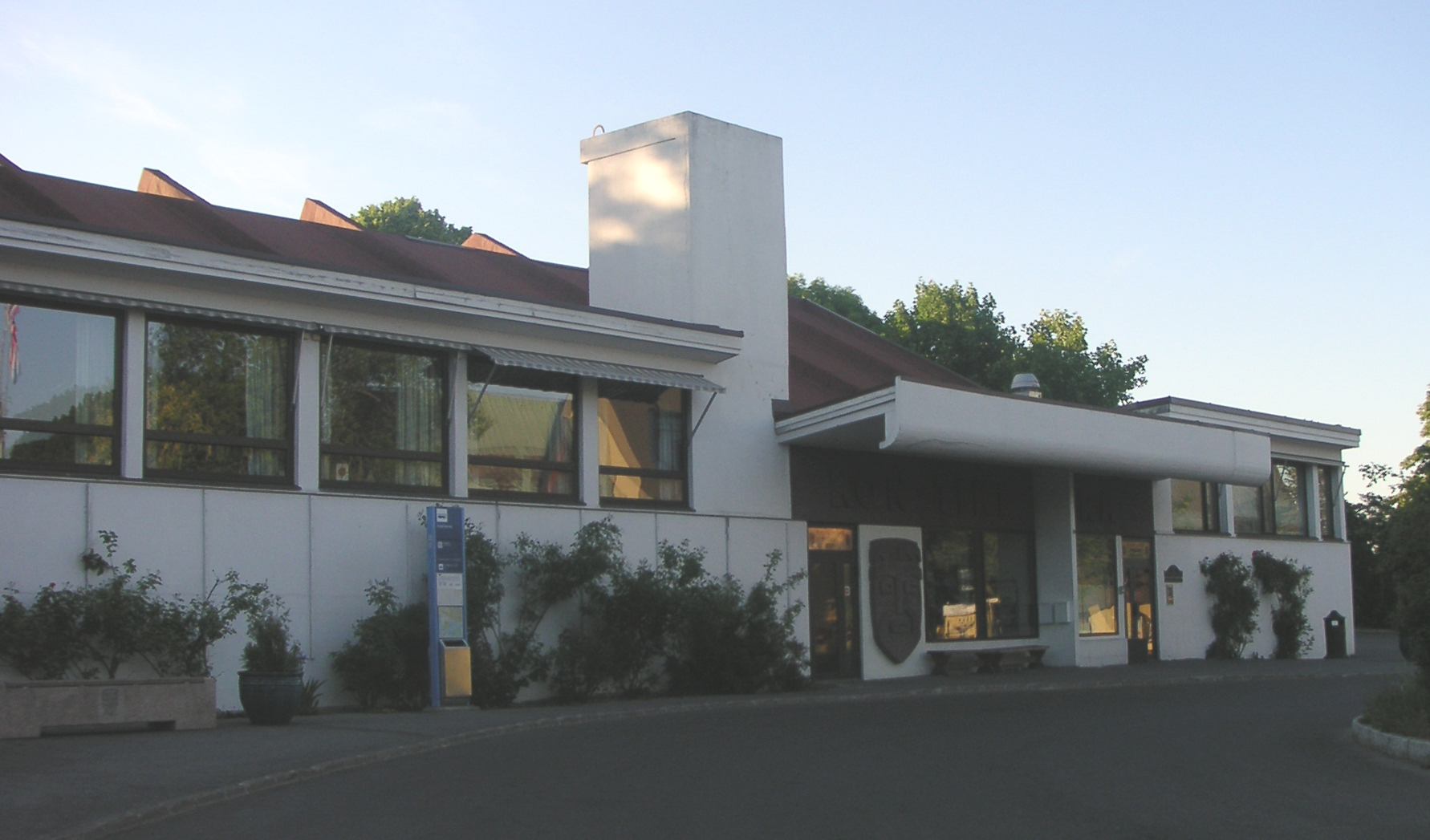
Kon-Tiki-Museum, Oslo

Weltweit bekannt wurde Heyerdahl durch seine Kon-Tiki-Expedition. Sie bewies, dass es den präkolumbischen Indianern Südamerikas technisch möglich war, Polynesien zu besiedeln. Heyerdahl hielt eine Besiedlung Polynesiens von Asien aus zwar nicht für unmöglich, aber für schwieriger, da sie gegen den Humboldtstrom und gegen den Passatwind gerichtet gewesen wäre.
Für die Expedition gingen Heyerdahl und sein Team nach Peru, um dort Baumstämme aus Balsa-Holz zu bekommen. Nur mit Material, über das auch die Ureinwohner verfügten, wollten sie ein Floß bauen. Die moderne Ausrüstung beschränkte sich auf die Funkanlage, ein Schlauchboot, Überlebensausrüstung sowie Navigationsmittel und eine Filmkamera zur Dokumentation. Das  Experiment sollte auch Informationen zum Überleben auf See geben. Neben frischer Nahrung wie etwa Kokosnüssen wurden Konserven und ein Planktonnetz mitgenommen. Die Überfahrt erwies jedoch, dass die Teilnehmer allein vom Fischfang überlebt hätten. Der Dokumentarfilm über die Expedition wurde mit einem Oscar ausgezeichnet.
Heyerdahl wies durch diese Reise nach, dass ein Floß aus frisch geschlagenem Balsaholz etwa zwei Jahre schwimmfähig sei. Es war mittels Segelstellung und Guaras (Steckschwertern) leidlich zu steuern. Sogar Aufkreuzen wäre, wenngleich mit sehr bescheidenem Erfolg, möglich gewesen. Der Verzicht auf moderne Hilfsmittel rettete letztlich die Expedition. Man hatte Heyerdahl dringend empfohlen, die Balsastämme sicherheitshalber mit Eisenketten und nicht mit (präkolumbischen) Stricken zu verbinden. Auf hoher See zeigte sich aber, dass die Stricke mit dem Holz arbeiteten; Ketten hätten durch die Eigenbewegungen des Floßes die Balsastämme zersägt.
Im Jahr 1952 wurde Heyerdahl zum XXX. Internationalen Amerikanisten-Kongress in Cambridge eingeladen. Das Publikum, großenteils Wissenschaftler, ging davon aus, dass dies Heyerdahls letzte Konfrontation mit der Fachwelt sein würde. Umso erstaunter war man, dass ein vermeintlicher Abenteurer den Fachgelehrten Paroli bieten konnte. Bereits der erste Vortrag war gut besucht und beeindruckte das Publikum. Bei der folgenden Diskussion gab es keinen Angriff, Beifall aber erst, nachdem der Diskussionsleiter, der Däne Kaj Birket-Smith, skeptisch gegenüber Heyerdahls Theorien, die besondere Bedeutung der Forschungsarbeit Heyerdahls hervorgehoben hatte. Nach dem dritten Vortrag erklärte der kanadische Anthropologe Reginald Ruggles Gates, neueste Ergebnisse der Blutforschung sprächen für Heyerdahl. Alfred Métraux musste jetzt zugeben, dass Heyerdahl nicht zuletzt wegen seiner Kritik von der Fachwelt schlecht behandelt worden war. Métraux blieb weiterhin skeptisch und gab damit den Ton für den zukünftigen Umgang mit Heyerdahls Arbeiten an: Sie wurden sehr kritisch zur Kenntnis genommen, vor allem, weil er Argumente gegen seine Thesen regelmäßig ausgeblendet habe.
Modernere  genomische Vergleiche stützen Heyerdahls Hypothese, denn sie zeigen auf DNS-Ebene Übereinstimmungen der polynesischen Bevölkerung mit der Südamerikas.
Den „Floß-Trip über den Pazifik“ würdigte Teil 5 der Artikel-Serie „Sternstunden der Menschheit“.

### Galápagosinseln (1952–1953)
Das Foto der Statue eines „Langohrs“ verlockte Heyerdahl zu einer Expedition, auf der er erstmals von dem später renommierten Archäologen Arne Skjølsvold (damals Student) begleitet wurde. Zwar erwies sich die Spur über die Statue als irrig (Heinz Wittmer, deutscher Bewohner der Galapagos, hatte sie „zum Vergnügen seiner Kinder“ angefertigt), doch erbrachten die Grabungen rund zweitausend Keramikscherben aus unterschiedlichen Gegenden und Kulturepochen von Nordperu und Ecuador. Die ältesten Funde entstammen der Mochica-Kultur (300–800 n. Chr.) und der Tiwanaku-Kultur (540–900 n. Chr.). Die Ursprungsgebiete der Keramiken erstrecken sich auf einem 1500 km langen Küstenstreifen Südamerikas. Anhand der Datierung der Scherben mussten die Inseln über einen Zeitraum von mehr als 1000 Jahren von Südamerikanern besucht worden sein. Das Buch, das Heyerdahl und Skjölsvold dazu veröffentlichten, erhielt keine Rezension und wurde von der Fachwelt kaum zur Kenntnis genommen.
Manche amerikanischen Gelehrten begannen dennoch zu bezweifeln, dass die großen Indianerkulturen ganz so isoliert gewesen seien wie man bisher geglaubt hatte. Hinweise auf eine direkte Seeverbindung zwischen Mexiko und Peru/Ecuador ergaben sich durch archäologische Funde von Samuel Kirkland Lothrop, Michael D. Coe und anderen.

### Peru, Bolivien, Kolumbien (1954)
Feldstudien von vor-inkaischen Ruinenstädten vom Titicacasee (Peru) ausgehend über Bolivien bis nach Kolumbien.

### Osterinsel (1955–1956; 1986–1988)
Archäologische Expeditionen; für die erste wurde ein Grönlandtrawler samt Crew ein ganzes Jahr lang gechartert (die Osterinsel wurde damals bloß einmal jährlich von einem chilenischen Kriegsschiff angelaufen; einen Expeditionstrupp samt Ausrüstung hätte man anders nicht auf die Insel gebracht).
Die Expedition sollte der These nachgehen, dass es auch eine Einwanderungswelle aus Südamerika gegeben habe. Diese Theorie stützte Heyerdahl darauf, dass das am Titicacasee für die Boote verwendete Totora-Schilf (Schoenoplectus californicus) identisch ist mit dem Schilf, das das Osterinselvolk im Kratersee anpflanzte und für ähnliche Boote nutzte. Ebenfalls aus Südamerika stammen der Toromiro-Baum, Lycium carolinianum (Busch mit essbaren Beeren), Cyperus vegetus (Frischgrünes Zypergras, essbare Wurzeln), Flaschenkürbis, Paprika und Persicaria acuminata (Knöterich-Art), eine Süßwasserpflanze, die in Peru und auf der Osterinsel medizinisch verwendet wird. Auch wurde das wichtigste Grundnahrungsmittel, die Süßkartoffel (deren Herkunft aus Südamerika bewiesen war), von den Insulanern ebenso Kumara genannt wie in Peru, und ein Name konnte wohl nicht ohne Menschen übers Meer gekommen sein.
Belegt ist auch, dass der spanische Kapitän de Cadres im 16. Jahrhundert von einem Indianer genaue Anweisungen für die Fahrt zur Osterinsel bekam. Genannt wurden die am besten geeigneten Häfen für den Start, Arica und Ilo, weiter die Dauer bis zu dem unbewohnten Vogeleiland Salas y Gómez, zwei Monate. Dann muss diese Insel links liegen gelassen werden. Die Reise wird vom Passatwind und vom südlichen Bogen des äußeren Peru-Stromes begünstigt.
Zwar bestehen aus den genannten Gründen keine Zweifel an indianischen Kontakten zur Osterinsel, neuere archäologische, genetische und sprachwissenschaftliche Erkenntnisse haben aber die Theorie der Erstbesiedelung von Südamerika aus widerlegt.
Heyerdahl führte auch praktische Experimente mit den Moai durch. Diese waren bei seiner Ankunft entweder umgestürzt, halb unter jahrhundertealten Ablagerungen vergraben, oder unvollendet. Er ließ eine Gruppe von Insulanern mit den in den Steinbrüchen gefundenen Faustkeilen an den unvollendeten Steinfiguren arbeiten und einige vollendete Statuen aufrichten.
Das Buch Aku-Aku über die erste Expedition erschien im September 1957 und wurde wieder ein großer Publikumserfolg. Die wissenschaftliche Auswertung dauerte lange, da die Archäologen (Edwin N. Ferdon Jr., New Mexico; Gonzalo Figueroa García-Huidobro, Chile; William Mulloy, Wyoming; Arne Skjølsvold, Stavanger, später Oslo; Carlyle S. Smith, Kansas) nicht nur um die halbe Welt verstreut, sondern auch mit eigenen Projekten befasst waren. Der erste Band von Archeology of Easter Island erschien 1961, gerade rechtzeitig um die Delegierten des 10. Kongresses der Pacific Science Association tief zu beeindrucken – geradezu in der „Höhle des Löwen“, Honolulu, wo Heyerdahls wichtigster Gegner Peter Buck jahrzehntelang gewirkt hatte: Der Kongress verabschiedete eine Resolution, der zufolge ab sofort Südamerika bei Forschungen zur Besiedlung des pazifischen Raums eben soviel Beachtung wie bisher Südostasien finden solle, und wählte dafür eine sechsköpfige Kommission, der auch Heyerdahl angehörte. Erst jetzt konnte Heyerdahl sich als anerkannten Wissenschaftler sehen. Im selben Jahr erhielt er das Ehrendoktorat der Universität Oslo.

### Pitcairn, Raivavae, Hiva Oa, Nuku Hiva (1956)
Auf dem Rückweg von der Osterinsel wurden von der Expedition noch die Inseln Pitcairn, Raivavae, Hiva Oa und Nuku Hiva besucht. Die letzten drei sind weitere Inseln, auf denen Monumentalstatuen existieren. Auf Pitcairn sind nur noch unbedeutende Reste früherer Statuen übrig geblieben, Überlieferungen von Reisenden aus dem 19. Jahrhundert deuten die einstige Existenz von vier Figuren an.

### Ra (1969) und Ra II (1970)

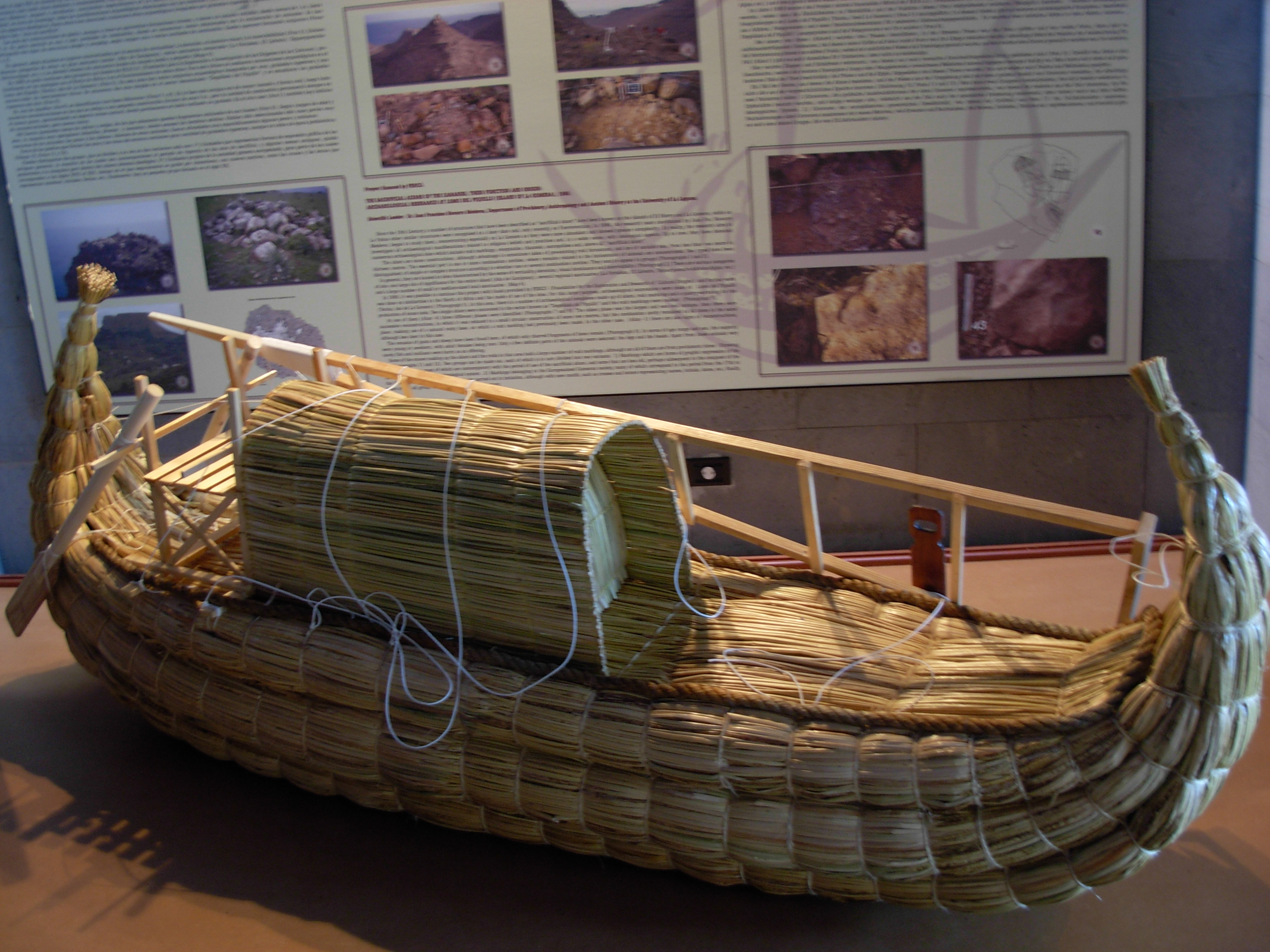
Modell der Ra im Museum Pirámides de Güímar

Heyerdahl versuchte 1969 mit dem nach dem Vorbild ägyptischer Reliefs und Wandmalereien und als Grabbeigabe gefundener Tonmodelle entworfenen Papyrusboot Ra von Safi in Marokko aus im Äquatorialstrom und im Nordostpassat Amerika zu erreichen.
Er ließ das Boot zwar von versierten afrikanischen Schilfbootbauern aus dem Volk der Buduma vom Tschadsee bauen, nahm dabei aber vielerlei Probleme in Kauf: Am Tschadsee waren Boote weitaus kleiner, wurden bloß für Tagesfahrten genutzt und dann ins Trockene gebracht. Zum Aufstellen, damit sie gut trockneten, waren diese Boote achtern rechtwinkelig abgeschnitten. Der bogenförmige Achtersteven der ägyptischen Vorlagen wurde von den Buduma für „Zierrat“ gehalten und nur widerwillig angebaut. Weitere Konstruktionsmängel, etwa das unterdimensionierte Doppelruder, die Steuerung, die während der Überfahrt mehrfach brach, ungeeignete Verzurrung des Schilfs und das zusehends absinkende und damit bremsende Heck führten letztlich zum Abbruch der Reise. Es sollte sich zeigen, dass der bogenförmige Achtersteven der ägyptischen Vorbilder keineswegs zur Zierde angebaut wurde, auch hatte das auf ägyptischen Abbildungen zu sehende Seil von der Spitze des Bogens zum Heck nicht den Sinn, den Bogen des Hecks auszuformen, sondern ein Absinken des Hecks zu verhindern. Da die Buduma dieses Seil an dem von ihnen für überflüssig gehaltenen Achtersteven aber nicht anbrachten, sackte das Heck überhaupt erst ab. 960 Kilometer vor dem Ziel Barbados war das Fahrzeug – im Gegensatz zu den in Fachkreisen vorhergesagten „rund 14 Tagen“ – noch immer schwimmfähig und hatte hinreichend Proviant in Reserve, war aber wegen der Konstruktionsmängel dabei, sich aufzulösen.

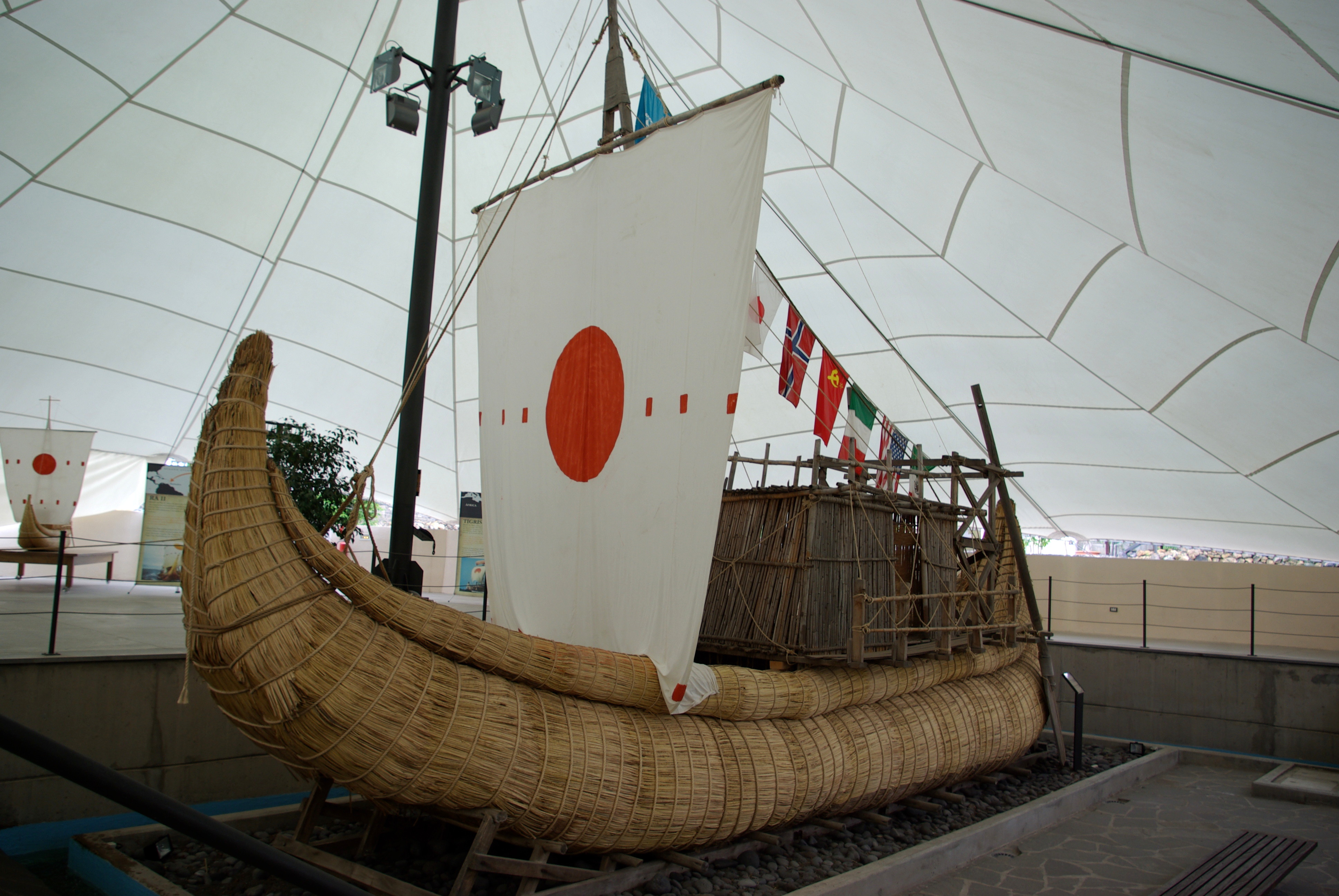
Nachbau der Ra II im Pyramidenpark von Güímar auf Teneriffa

Nach den Erfahrungen aus dem ersten Experiment ließ Heyerdahl die etwas kleinere Ra II von Anden-Indianern vom Titicaca-See bauen, weil er inzwischen zur Überzeugung gekommen war, dass deren Schiffbautechnik der ägyptischen näher sei als die aus dem Inneren Afrikas.
Ra II stach am 17. Mai 1970, wieder von Safi aus, in See und erreichte Barbados am 12. Juli. Während der Expeditionen dokumentierte die Mannschaft im Auftrag der UNO durch regelmäßige Sammlung von Proben die Meeresverschmutzung, auf die Heyerdahl bereits nach der Reise der Ra aufmerksam gemacht hatte. Dies hatte eine Resolution der UNO zur Folge.

### Tigris (1977)
Auch Ra II war aus der Sicht der Reisenden unbefriedigend gewesen: Das Schiff war zuletzt dermaßen mit Wasser vollgesogen, dass nur noch der Aufenthalt auf dem Kajütdach trockenen Fußes möglich war. Dieses Problem hatte sich für die heutigen Anwohner des Titicacasees und des Tschadsees nie gestellt, da diese ihre Schilfboote nur zum Gebrauch zu Wasser ließen. Erst die Einwohner des Zweistromlands machten den Forscher darauf aufmerksam, dass das dort genutzte Berdi-Schilf, um möglichst lange Auftrieb zu erhalten, zu einer bestimmten Jahreszeit geschnitten werden muss – konkret im August. Damit konnte die Reise mit dem Schilfboot Tigris von Al Qurnah (Irak) über die Indusmündung (Pakistan) nach Dschibuti fünf Monate dauern. Die Tigris wäre noch länger seetüchtig gewesen, doch wegen der damaligen militärischen Lage am Horn von Afrika (Ogadenkrieg), die eine Einfahrt ins Rote Meer verhinderte, wurde die Reise abgebrochen und das Schilfboot vor Dschibuti als Protest gegen den Krieg in der Region verbrannt.

### Malediven (1982, 1983, 1984)
Drei archäologische Expeditionen Heyerdahls zu den Malediven gingen Artefakten aus der Zeit vor der Islamisierung der Malediven nach. Auf der Insel Toddu, an der Nordspitze des Alifu Atolls, westlich und nahe Male, wurde eine monumentale Buddhastatue gefunden, die den ersten Besuch Heyerdahls im November 1982 auslöste. Islamische Fanatiker hatten sie allerdings vor Eintreffen des Forschers zerstört.
Ausgrabungsleiter Arne Skjölsvold (Universität Oslo) konnte mittels Radiokarbonmethode die Erbauung der Tempelanlage von Nilandu auf die Zeit um 500 n. Chr. datieren, wobei ältere in der Füllung der Baufragmente gefundene Artefakte nicht datiert werden konnten. Dies betrifft insbesondere ziegelartige Blöcke aus rötlichem Kalkstein, welche die Expedition am Zentrum der Basis der Hawitta fand.
Postuliert wurde eine Erstbesiedelung der Malediven aus der Harappa-Kultur im Industal, insbesondere von Lothal aus.
Auch auf der Insel Gan (Gaaf-Atoll) wurde eine Hawitta bearbeitet.
Insbesondere verwiesen vielfach ausgegrabene Phallusskulpturen auf die ältere Kulturepoche. Außerdem wurden bei vielen Gräbern in Lothal Kaurischnecken (Cypraea Moneta) als Grabbeigaben entdeckt.
Der Archäologe Öystein Johansen entdeckte auf der Insel Vadu auf dem Lagunengrund Topfscherben mit jungsteinzeitlichen Töpferwaren, die eine weitaus frühere Besiedelung der Malediven nahelegen.

### Tucumé, Peru (1988–1993)
Ausgrabungen an 26 Pyramiden der Vor-Inka-Hochkulturen der Moche (200 v. Chr. bis 750 n. Chr.), Lambayeque und Chimu, größte Pyramidenansammlung Südamerikas.
Die Küstenbewohner Perus waren hervorragende Seefahrer. 1527 wurde von den Spaniern ein Floß gekapert, das 20 Personen an Bord und ein Fassungsvermögen von 36 Tonnen brutto hatte. Es gab aber auch einen sehr großen Floßtyp, der 60–70 Tonnen befördern konnte. Mindestens 1000 Jahre vor Ankunft der Spanier wurden durch Flöße Waren aus Ecuador, Panama und Chile nach Peru transportiert.

### Güímar, Teneriffa (1990–1998)

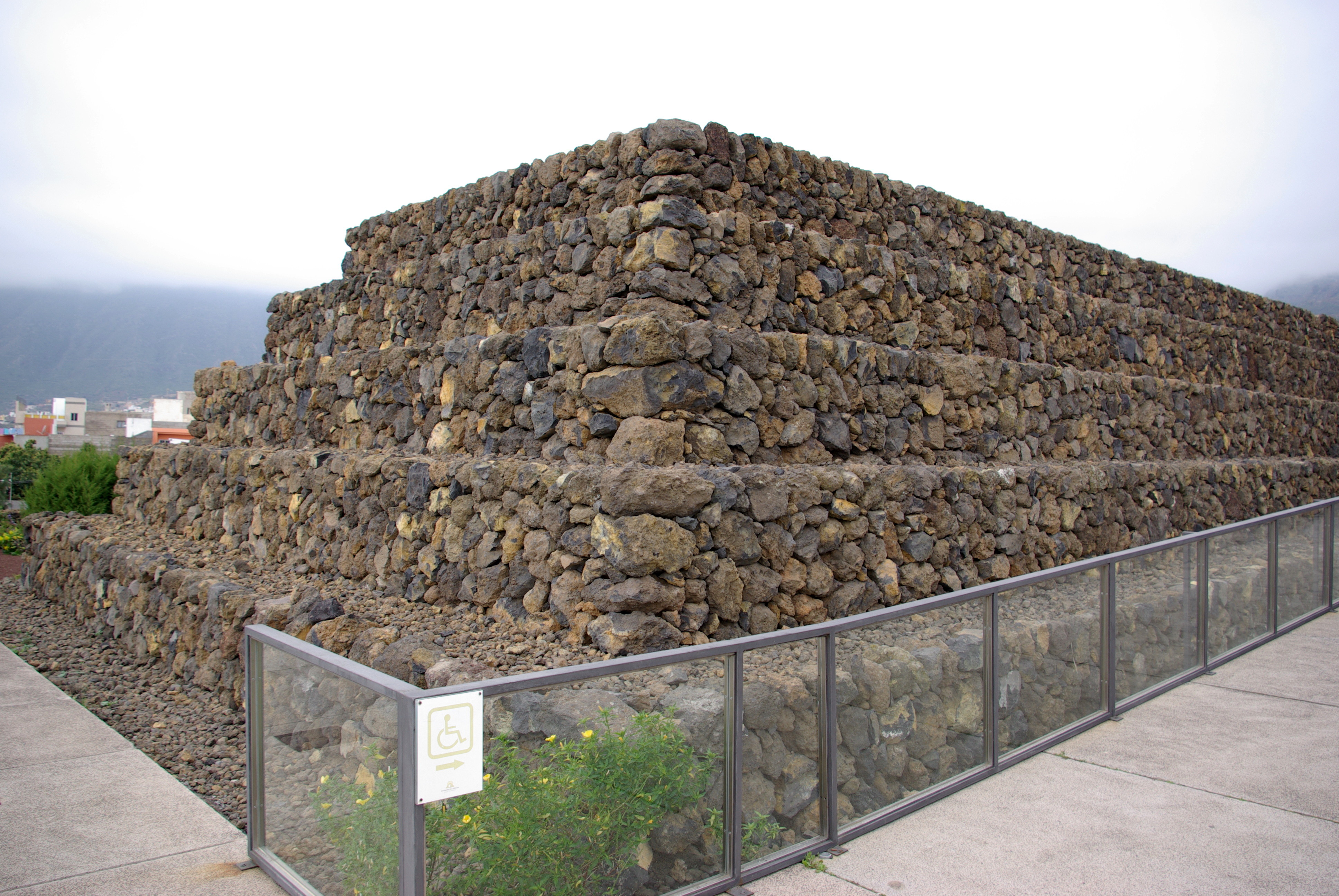
Eine der Pyramiden in Güímar, Teneriffa

1990 startete Heyerdahl mit Hilfe der Reederfamilie Olsen ein internationales archäologisches Projekt, um die Stufenpyramiden von Güímar auszugraben. Dafür wurde 1992 die Stiftung FERCO (Foundation for Exploration and Research on Cultural Origins) gegründet, deren Vorsitzender zunächst Heyerdahl war.
Grabungen der Universität La Laguna, Teneriffa, wiesen jedoch eindeutig das 19. Jahrhundert als Entstehungszeit der Stufenpyramiden nach.
1998 wurde, nach Abschluss der Grabungen, das 65.000 Quadratmeter große Areal der Öffentlichkeit zugänglich gemacht. Ein Informationszentrum informiert seither die Besucher über Heyerdahls Forschungsreisen und seine Hypothesen. Zwei Pavillons zeigen Ausstellungen über Heyerdahl und Modelle seiner Fahrzeuge, unter anderem einen 1:1 Nachbau der Ra II.
Trotz der vorgelegten eindeutigen Grabungsergebnisse scheint Heyerdahl „eine mögliche Beziehung zwischen der Existenz der Pyramiden und den vorspanischen Zivilisationen von Teneriffa“ nie vollkommen ausgeschlossen zu haben.

### Pietraperzia, Sizilien (2000–2002)
Archäologische Erforschung einer möglichen Pyramidenstruktur in den Jahren 1955–1956.

### Asow, Russland (2001–2002)
Archäologisches Projekt „Suche nach Spuren Odins“.

### Gobustan, Aserbaidschan (~1981)

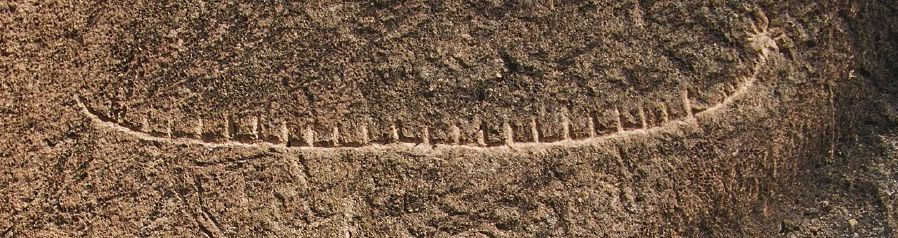
Abbildung eines Schiffes datiert auf 12000 BC, Gobustan

Im August 1981 reiste Heyerdahl zum ersten Mal nach Baku, der Hauptstadt von Aserbaidschan. Mehrmals hatte er vorher Expeditionen und archäologische Funde in Gobustan, an einem historischen Ort der Weltgeschichte, gemacht. In seinem letzten Buch „Auf der Suche nach Odin“ zog er mit Hilfe verschiedener Argumente und Auswertungen von Materialien die Schlussfolgerung, dass die Geschichte und Entwicklung der Wikinger auch in Aserbaidschan gesucht werden muss. Demnach sind dort Antworten auf Fragen nach der Entstehung der heutigen Nordvölker zu finden.
„Die für die restliche Welt unentdeckte Geschichte und Kultur, die ich in Aserbaidschan gefunden habe, ist weit älter als die Geschichte von Mesopotamien.“
Bilder, die Heyerdahl in Gobustan ans Licht brachte und analysierte, zeigen überraschende Gemeinsamkeiten der dortigen und der alten skandinavischen und englischen Geschichte.

## Kritik
In seiner Heyerdahl-Biografie wirft der norwegische Schriftsteller, Historiker und Abenteurer Ragnar Kvam jr. Heyerdahl Zusammenarbeit mit den Nationalsozialisten vor: Er habe 1938 mit dem deutschen Nationalsozialisten Hans F. K. Günther, einem der führenden Rasseforscher, korrespondiert und sich begeistert über die „charakterfeste deutsche Rasse“ geäußert.

## Auszeichnungen
- Die schwedische Gesellschaft für Anthropologie und Geographie verlieh Heyerdahl mit einstimmigem Beschluss die Retzius-Medaille 1950 für die Organisation und Durchführung der wissenschaftlichen Zwecken dienenden Kon-Tiki Expedition. Das war die erste und vielleicht wichtigste Auszeichnung in Heyerdahls wissenschaftlicher Laufbahn, da seine Gegner nun nicht mehr behaupten konnten, dass die Floßfahrt eine rein sportliche Leistung gewesen sei.
- Goldmedaille der Royal Scottish Geographical Society, 1951.
- Prix Bonaparte-Wyse der Société de Géographie in Paris, 1951.
- Kommandeur des St.-Olav-Ordens, 1951 – Ernennung im Namen Seiner Majestät des Königs von Norwegen
- Elisha Kent Kane Goldmedaille der Gesellschaft für Geographie von Philadelphia, 1952.
- Wahl zum Ehrenmitglied der Norwegischen Geographischen Gesellschaft, 1953.
- Ehrenmitglied der Gesellschaft für Geographie von Peru, 1953.
- Offizier des Ordens für Besondere Verdienste, Peru 1953
- Ehrenmitglied der Gesellschaft für Geographie von Brasilien, 1954.
- Mitglied der Norwegischen Akademie der Wissenschaften, 1958
- Mitglied der Akademie der Wissenschaften von New York, 1960
- Doctor Honoris Causa der Universität Oslo, 1961
- Vega-Goldmedaille der Schwedischen Gesellschaft für Anthropologie und Geographie, 1962.
- Lomonossow-Medaille der Universität von Moskau, 1962.
- Goldmedaille der Königlichen Gesellschaft für Geographie von London, 1964.
- Mitglied des Amerikanischen Verbands für Anthropologie, 1966.
- Großoffizier des Ordens zum Verdienste der Italienischen Republik, 1968
- Kommandeur der Ritter von Malta von Amerika, 1970
- Verdienstorden, Ägypten 1971.
- Großoffizier des königlichen Ordens der Alauiten, Marokko 1971
- Kiril-Metodi-Preis der Gesellschaft für Geographie von Bulgarien, 1972.
- Ehrenprofessor des Polytechnischen Instituts der Nationalen Universität von Mexiko, 1972.
- Internationaler Pahlavi Environment Preis der Vereinten Nationen, 1978.
- Offizier des Ordens El Sol von Peru, 1975
- Golden Ark Orden, Holland, 1980
- Goldene Blume von Rheydt, 1981
- Doctor Honoris Causa der Russischen Akademie der Wissenschaften, 1980
- Bradford Washburn Preis, Museum der Wissenschaften von Boston, USA, 1982.
- Detlef Soitzek, der von 1977 bis 1978 im Indischen Ozean als Navigator auf der Schilfbootexpedition „Tigris“ mitsegelte, baut sein ehemaliges Schiff zum Toppsegelschoner Thor Heyerdahl für die Segel- und Lebensausbildung für Jugendliche um. Der Namenspatron übernimmt begeistert die Patenschaft, 1983
- Namensgeber für den Asteroiden (2473) Heyerdahl, 1986
- Doctor Honoris Causa Universität San Martín, Lima, 1991.
- Ernennung zum internationalen Berater des World Wildlife Fund (WWF)
- Persönlicher Berater von Michail Gorbatschow bei der Gründung von Green Cross International auf der Umweltkonferenz in Kyoto 1992
- Doctor Honoris Causa der Universität von Havanna, 1992
- Doctor Honoris Causa der Universität von Kiew, Ukraine, 1993.
- Internationaler Preis der Geographischen Gesellschaft von Spanien, 1998.
- Doctor Honoris Causa der D. Mendeleyev Universität für Chemische Technologie von Russland, 1999.
- Österreichisches Ehrenzeichen für Wissenschaft und Kunst, 2000
- Doctor Honoris Causa der Rostov State Universität, Russland, 2000.
- Kieler Gymnasium wird nach ihm benannt, 2004.

## Veröffentlichungen
- Kon-Tiki. Ein Floß treibt über den Pazifik. Ullstein Verlag, Wien 1949, DNB 452005701 (norwegisch: Kon-Tiki ekspedisjonen. Oslo 1948. Übersetzt von Karl Jettmar).
- Great Norwegian Expeditions. Dreyer, Oslo 1956 (englisch).
- Aku-Aku. Das Geheimnis der Osterinsel. Ullstein Verlag, West-Berlin 1957, DNB 452005671 (norwegisch: Aku-Aku: Påskeøyas hemmelighet. Oslo 1957. Übersetzt von Karl Jettmar).
- Reports of the Norwegian Archaeological Expedition to Easter Island and the East Pacific. Allen & Unwin, London 1962–1965
- Amerikaner und Alt-Asiaten im Pazifik. Das Abenteuer einer Theorie. Wollzeilen-Verlag, Wien 1966, DNB 456984704 (englisch: American Indians in the Pacific. The Theory Behind the Kon-Tiki Expedition. London 1952. Übersetzt von Senta Jettmar).
- Discussions of Transoceanic Contacts: Isolationism, Diffusionism, or a Middle Course? In: Anthropos. Bd. 61, H. 3/6, Anthropos Institute, 1966, S. 689–707.
- Expedition Ra. Mit dem Sonnenboot in die Vergangenheit. Bertelsmann-Sachbuchverlag, Gütersloh/Wien 1970, ISBN 3-570-08849-6 (formal falsch) (norwegisch: Ra. Oslo 1970. Übersetzt von Heinz Kulas, Jette Mez).
- Fatu Hiva. Zurück zur Natur. Bertelsmann, München/Gütersloh/Wien 1974, ISBN 3-570-00035-4 (norwegisch: Fatuhiva: Tilbake til naturen. Oslo 1974.).
- Zwischen den Kontinenten. Archäologische Abenteuer. Bertelsmann, München/Gütersloh/Wien 1975, ISBN 3-570-02609-4.
- Die Kunst der Osterinsel. Geheimnisse und Rätsel. Bertelsmann, München/Gütersloh/Wien 1975, ISBN 3-570-00038-9 (englisch: Art of Easter Island. 1975. Übersetzt von Theodor A. Knust, Jutta Knust).
- Tigris. Auf der Suche nach unserem Ursprung. Bertelsmann, München 1979, ISBN 3-570-02152-1 (englisch: Tigris. 1979. Übersetzt von Wolfgang Rhiel).
- Wege übers Meer. Völkerwanderungen in der Frühzeit. Bertelsmann, München 1980, ISBN 3-570-00107-5 (englisch: Early Man and the Ocean: The Beginning of Navigation and Seaborn Civilizations. 1978. Übersetzt von Theodor A. Knust, Jutta Knust).
- Fua Mulaku. Reise zu den vergessenen Kulturen der Malediven. Bertelsmann, München 1986, ISBN 3-570-01800-8 (norwegisch: Mysteriet Maldivene. 1986. Übersetzt von Wolfgang Rhiel).
- Easter Island. The Mystery Solved. Souvenir-Press, London 1989, ISBN 0-285-62946-8.
- Archaeological Evidence of Pre-Spanish Visits to the Galápagos Islands. University Press, Oslo 1990, ISBN 82-00-02879-8 (englisch-spanisch).
- Die Pyramiden von Tucumé. Langen Müller, München 1995, ISBN 3-7844-2535-6 (norwegisch: Pyramidene i Tucume. 1993. Übersetzt von Ursula Gunsilius).
- La navegación maritima en el antiguo Perú con éfasis en Tucumé y el valle de Lambayeque. University Press, Lima 1996 (englisch-spanisch)
- Laßt sie endlich sprechen. Die amerikanischen Ureinwohner erzählen ihre Geschichte. Langen Müller, München 1997, ISBN 3-7844-2609-3 (Originaltitel: Skjebnemøte vest for havet. Übersetzt von Lothar Schneider).
- Green Was the Earth on the Seventh Day. Little Brown, London 1997, ISBN 0-316-88227-5.
- Ingen Grenser. Stenersen, Oslo 1999, ISBN 82-7201-270-7 (zusammen mit Per Lillieström).
- Jakten på Odin. Stenersen, Oslo 2000, ISBN 82-7201-316-9 (zusammen mit Per Lillieström).
- Auf Adams Spuren. Das Abenteuer meines Lebens. Ullstein Verlag, München 2000, ISBN 3-550-07108-6 (Originaltitel: I Adams fotspor. Übersetzt von Heinz Kulas, Jette Mez).

## Filme
- Thor Heyerdahl: RA Expeditions. VHS, englisch
- Thor Heyerdahl: Kon Tiki. 1997. 1951. DVD, NTSC, Oscar bester Dokumentarfilm 1951.
- Thor Heyerdahl: The Adventures – Across the sea of time. 1997, ISBN 0-7806-2066-6, VHS
- Thor Heyerdahl: Explorer & Scientist. 1997, ISBN 1-56839-037-8, VHS
- Daneben entstanden in den 1990er Jahren 3 Dokumentarfilme beim NDR.
- Joachim Rønning: Kon-Tiki. 2012[34]

## Hörspiel
- 1950: Thor Heyerdahl: Kon-Tiki – Abenteuer in der Unendlichkeit. Produktion: NWDR Hamburg. Bearbeitung: Edzard Schaper. Regie: Gerlach Fiedler, mit Herbert A. E. Böhme (Thor Heyerdahl), Hans Zesch-Ballot (Hermann Watzinger), Josef Sieber (Bengt Danielsson), Hardy Krüger (Thorstein Raaby), Herbert Steinmetz (Reporter), Heinz Sailer (Chronist), sowie Helmuth Gmelin, Carl Voscherau, Hans Paetsch, Helmut Peine und anderen